# Кампо ди Фано (Л'Аквила)
Кампо ди Фано (итал. Campo di Fano) је насеље у Италији у округу Л'Аквила, региону Абруцо.
Према процени из 2011. у насељу је живело 332 становника. Насеље се налази на надморској висини од 402 м.